# Amadeus IV. (Savoyen)

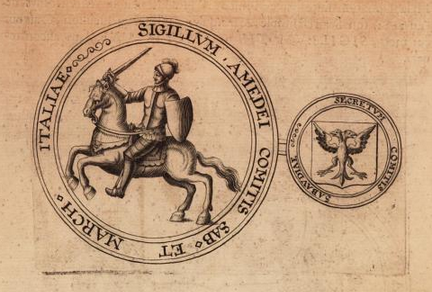
Amadeus IV. Darstellung von 1660

Amadeus IV. von Savoyen (* zwischen 1195 und 1197 in Montmélian; † 13. Juli 1253 ebenda) war ein Graf von Savoyen. Im Vergleich zu seinen jüngeren Brüdern, die als Geistliche, Militärs oder Magnaten nicht nur im Alpenraum, sondern in England, den Niederlanden und Italien Karriere machten, verfolgte er seine Ziele vor allem im Stammland der Familie. Es gelangen ihm zwar keine spektakulären Erfolge, doch seine Arbeit ermöglichte erst die Aktionen und Erfolge seiner Brüder.

## Herkunft, Jugend und Heirat
Amadeus entstammte dem Haus Savoyen. Er war wahrscheinlich der älteste Sohn von Graf Thomas I. von Savoyen und dessen Frau Margarete von Genf und wurde der Überlieferung nach in Montmélian geboren. Er hatte noch mindestens sieben jüngere Brüder sowie zwei Schwestern. Ab 1213 bezeugte er regelmäßig Urkunden seines Vaters und begleitete diesen bei dessen Unternehmungen im Westalpenraum. Bereits 1213 wollte sein Vater ihn mit Agnes, einer Enkelin von Markgraf Manfred II. von Saluzzo verloben. Die Verhandlungen scheiterten aber, und stattdessen herrschte 1215 zwischen Savoyen und Saluzzo eine erbitterte Fehde. 1217 oder 1218 heiratete Amadeus Margarete d’Albon (auch Anna), eine Tochter von Beatrix d’Albon und Herzog Hugo III. von Burgund. Als Schwester von Guigues VI., dem Dauphin des Viennois, erhielt sie als Mitgift Besitzungen im Viennois. Dazu war Margarete alleinige Erbin ihres Bruders, solange dieser kinderlos war. Guigues VI. bekam später aber noch Kinder, so dass sich das Erbe zerschlug.
1222 nahm Amadeus an einem Feldzug seines Vaters im Piemont teil. Als sein Vater 1227 als Reichsvikar einen Konflikt mit Genua führte, sollte Amadeus die Stadt Savona verteidigen. Er musste sich aber vor einem überlegenen genuesischen Heer zurückziehen.

## Graf von Savoyen

### Erbregelungen mit seinen Brüdern

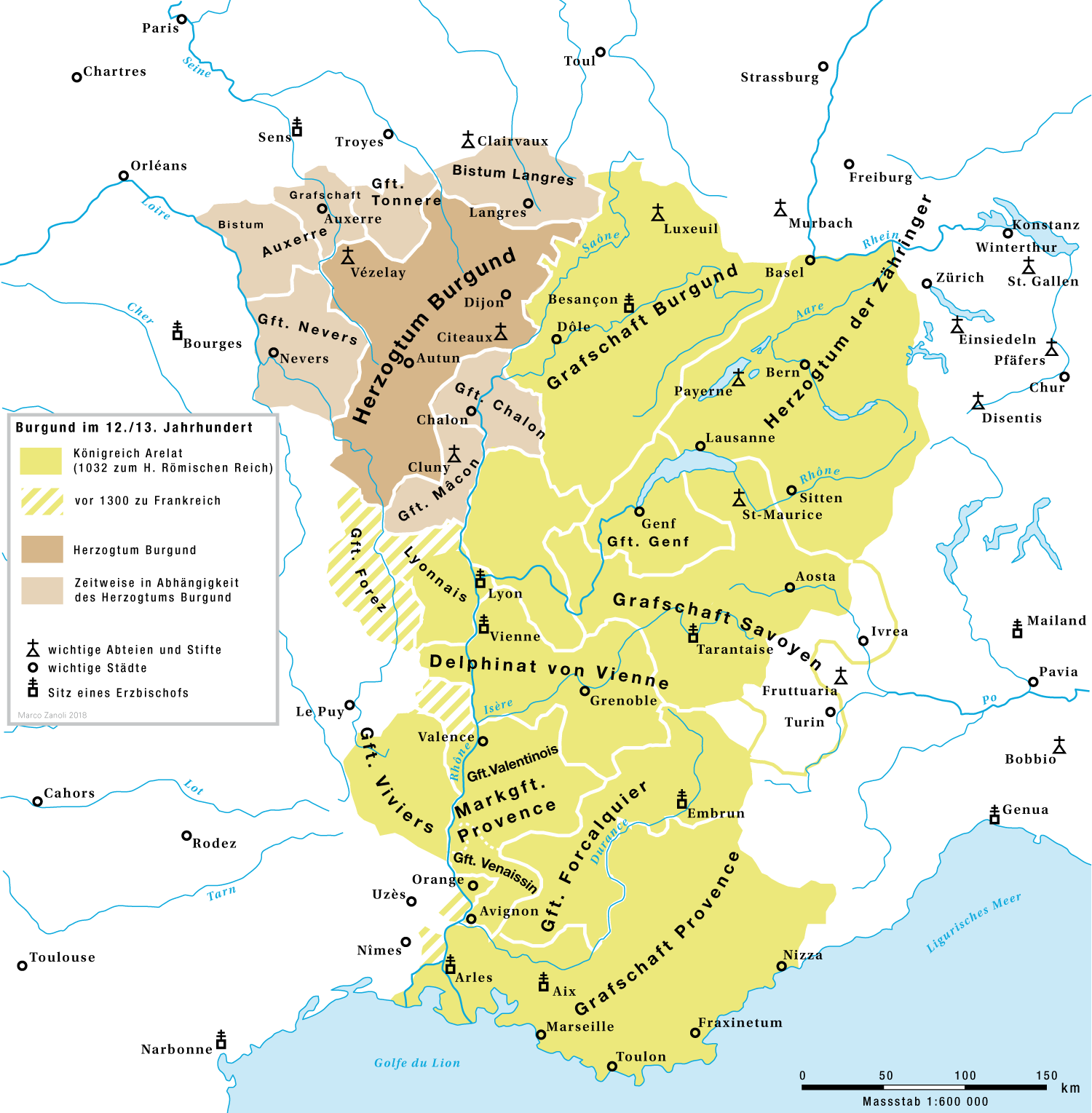
Das Königreich Arelat im 13. Jahrhundert einschließlich der Grafschaft Savoyen

Nach dem Tod seines Vaters 1233 war das Erbe ungeklärt, denn es ist unklar, ob Thomas I. ein Testament hinterlassen hatte. Dazu galt in den Besitzungen der Familie teils ein unterschiedliches Erbrecht. Mehrere von Amadeus Brüdern wollten nun dem geistlichen Stand entsagen und verlangten eine Aufteilung des Erbes. Aymon, der nach Amadeus zweitälteste noch lebende Bruder, verlangte einen größeren Anteil am Erbe, und auch Peter, der durch Heirat die Herrschaft Faucigny erworben hatte, forderte einen eigenen Erbteil. Welche Besitzungen seine Brüder konkret forderten, ist nicht überliefert, doch ihre Forderungen bedrohten klar die Stellung der Dynastie, die bei einer Aufteilung der Besitzungen erheblich geschwächt worden wäre. Um das Erbe zu regeln, trafen sich die Brüder im Juli 1234 zu einer Konferenz auf Burg Chillon. Wohl vor allem durch die Vermittlung von Wilhelm und vielleicht auch der jüngeren Brüder Bonifatius und Philipp konnte ein folgenschwerer Erbstreit vermieden und die Einheit des Familienbesitzes bewahrt werden. Amadeus blieb der Haupterbe seines Vaters, während Peter und Aymon nur kleinere Herrschaften als Lehen von ihm erhielten. Nach der Konferenz von Chillon schloss Amadeus mit seinem Bruder Thomas, der ebenfalls seine geistlichen Ämter niedergelegt hatte, eine weitere Vereinbarung und übergab ihm im April 1235 die zerstreuten Besitzungen der Familie im Val di Susa als Lehen. Vor September 1235 schloss er eine weitere Abmachung mit Thomas, in der er ihn im Fall seiner Abwesenheit zu seinem Vertreter in Savoyen und im Falle seines Todes ohne männliche Nachkommen zu seinem Haupterben bestimmte. Damit überging Amadeus nicht nur die Ansprüche seiner anderen Brüder, sondern auch die seiner eigenen Töchter.

### Ausgleich mit Turin und Beziehungen zu Montferrat und Saluzzo
Im Winter 1234 oder im Frühjahr 1235 war Amadeus an den Verhandlungen beteiligt, die zur Heirat seiner Nichte Eleonore mit dem englischen König Heinrich III. führten. Im November 1235 nahm Amadeus, unterstützt von seinem Bruder Thomas, Verhandlungen mit Turin auf. Möglicherweise hatte er erkannt, dass der seit langem währende Handelskrieg zwischen Savoyen und der Stadt, der Kaufleuten aus Turin den Übergang über die in Savoyen liegenden Alpenpässe versperrte, für beide Seiten nachteilig war. 1235 schloss er ein Bündnis mit der Stadt, die seine Oberhoheit öffentlich anerkannte und ihm 500 Mark zahlte. Dafür gab Amadeus der Stadt die strategisch wichtige Burg und Stadt von Collegno als Lehen. Auch die Barone mehrerer kleiner Herrschaften wie Romagnano, Piossasco, Bagnolo und Barolo erkannten die Oberhoheit von Amadeus an, blieben aber in erster Linie Vasallen von Turin oder der Stadt Pinerolo.
Auch Bischof Caqualoro von Turin schloss einen Ausgleich mit Amadeus, den er als Besitzer von Avigliana anerkannte und dem er die Burg von Lanzo als Lehen gab. Dazu trafen Amadeus und die Vertreter der Stadt Vereinbarungen zur gegenseitigen militärischen Unterstützung. Diese Bestimmungen richteten sich offenbar vor allem gegen Markgraf Bonifatius II. von Montferrat, dessen Besitzungen an Turin grenzten. 1228 hatte Amadeus eine seiner Töchter mit Bonifatius verheiratet, seine andere Tochter war bereits 1223 mit dem benachbarten Markgrafen Manfred III. von Saluzzo verlobt worden. Dennoch blieb das Verhältnis von Amadeus zu seinen Schwiegersöhnen angespannt. Im Dezember 1235 kam es zu einem Treffen zwischen Amadeus und Bonifatius, der vom Markgrafen von Saluzzo begleitet wurde. Die beiden konnten ihren gemeinsamen Schwiegervater Amadeus zu einem Abkommen bewegen, nach dem im Falle von Amadeus Tod ohne männliche Nachkommen die norditalienischen Besitzungen von Savoyen an seine beiden Töchter fallen würden. Mit diesem Abkommen änderte Amadeus die Erbvereinigung, die er wenige Monate zuvor mit seinem Bruder Thomas geschlossen hatte. 1239 bestätigte er noch die Erbregelung zugunsten seiner Töchter, doch im November 1240 änderte er sie wieder zugunsten seines Bruders Thomas. Kaum hatte dieser aber wenige Monate später Savoyen wieder verlassen, wurde Amadeus von seinen Schwiegersöhnen gedrängt, sein Erbe wieder zu ihren Gunsten zu regeln.

### Festigung seiner Herrschaft in Savoyen
In den angestammten Besitzungen der Familie konnte Amadeus seine Stellung gegenüber den lokalen Adelsgeschlechtern ausbauen, die meist eigene Burgen hatten und den Rang eines Vicomte beanspruchten. 1236 musste Aymeric de Briançon den Grafen von Savoyen für alle Besitzungen der Familie im Tarentaise als Lehnsherrn anerkennen. 1240 konnte Amadeus die Besitzrechte von Pierre Guigue du Villar im Maurienne erwerben und somit den Zugang zum Col du Mont Cenis sichern. Die Vicomtes von La Chambre und die Bischöfe von Maurienne blieben aber konkurrierende Territorialherren. Auch Godefroi de Challant, der Vicomte im Aostatal, behielt dort seine Privilegien, auch wenn Amadeus im 1242 versuchte, seine Herrschaft dort auszuweiten. Als der Baron Hugues de Bard den Handelsverkehr über den Grossen-St.-Bernhard-Pass behinderte, kam es im Frühjahr 1242 zwischen ihm und Amadeus zu einer Fehde. Amadeus konnte seinen räuberischen Vasallen unterwerfen und dessen wichtige Burg Bard erobern, die den südlichen Zugang zum Aostatal beherrschte. Indem er diese Eroberungen an Thomas übergab, ermöglichte er seinem Bruder seine weitere Karriere in Norditalien. Im Februar 1245 bestätigte Amadeus die Besitzungen von Thomas, der nach dem Tod seiner Frau die Grafschaft Flandern verloren hatte und nach Savoyen zurückgekehrt war. Neben Bard eroberte Amadeus im Frühjahr 1242 auch die Burg von Cumiana bei Turin und die Burg von Introd. Er erkannte die wirtschaftliche Bedeutung der Alpenpässe, erhob im Gegensatz zu anderen Baronen der Region von Kaufleuten keine unmäßigen Zölle und stellte das Hospiz auf dem Grossen St. Bernhard sowie andere Herbergen im Aostatal unter seinen Schutz. 1249 unterstützte er seinen Bruder Bonifatius, der neben seinem Amt als Erzbischof von Canterbury Prior von Nantua geblieben war, in einer Fehde mit Beatrice de Faucigny, die Herrin von Thoire-Villars. Beatrice de Faucigny verzichtete schließlich 1251 auf ihre Ansprüche auf Nantua.

### Unterstützung von Kaiser Friedrich II.
Nach dem kinderlosen Tod seines Bruders Aymon vor dem 30. August 1237 zog Amadeus dessen Herrschaft Chablais als erledigtes Lehen wieder ein. Vermutlich wenig später vergab er das Chablais an seinen Bruder Peter. Als Kaiser Friedrich II. im Krieg mit den Lombardenbund im Februar 1238 nach Turin zog, schlossen sich Amadeus und sein Bruder Peter ihm dort an. Angeblich soll der Kaiser daraufhin das Chablais zum Herzogtum erhoben haben, wofür es aber keinen Beleg gibt. Als wahrscheinlicher gilt, dass der Kaiser Amadeus in Turin zum Ritter schlug. Zur Enttäuschung von Amadeus ernannte der Kaiser aber nicht ihn, sondern Manfredi Lancia di Busca, einen Verwandten des Markgrafen von Saluzzo, zum Reichsvikar von Pavia. Ab August 1238 unterstützte Amadeus den Kaiser bei der schließlich erfolglosen Belagerung von Brescia.
Im Herbst 1243 folgte Amadeus zusammen mit seinem Bruder Thomas einem Aufruf von König Enzio, einem unehelichen Sohn des Kaisers, und von Reichsvikar Manfredi Lancia. Sie nahmen an einem vergeblichen Angriff auf das auf päpstlicher Seite stehende Vercelli teil. Daraufhin wurden Amadeus und Thomas von einem päpstlichen Legaten exkommuniziert, wogegen sie aber in Rom Protest einlegten. Der neue Papst Innozenz IV. akzeptierte diesen Protest und hob im Dezember 1243 ihre Exkommunikation auf.

### Unterstützung der Alpenüberquerung von Papst Innozenz IV.

Wappen des Hauses Savoyen

Im Konflikt mit dem Kaiser flüchtete Innozenz IV. 1244 nach Genua. Er wollte von dort weiter nach Lyon flüchten, doch der Seeweg in die Provence wurde von einer kaiserlich-pisanischen Flotte bedroht. Da auch der Weg die Rhone entlang durch die Gebiete mehrerer kaisertreuen Barone führte, wollte der Papst durch das Piemont über den Col du Mont Cenis und damit durch die Besitzungen von Amadeus ziehen. Trotz seiner bislang kaisertreuen Politik versperrte Amadeus dem Papst nicht den Übergang über den Pass. Er kam ihm im November 1244 bis Susa entgegen und geleitete ihn dann über den verschneiten Col du Mont Cenis. Vor dem 24. November 1244 erreichten sie Chambéry und kurz darauf Kloster Hautecombe, wo sich der Papst von der Alpenüberquerung erholte. Dann reiste er mit Unterstützung von Amadeus mit dem Boot weiter nach Lyon, das er am 2. Dezember erreichte. In Lyon versuchte der Papst, Amadeus fest an sich zu binden. Er entband ihn von einer Schuld in Höhe von 1000 Livres an Hautecombe und stellte ihn offen unter seinen Schutz. Im Herbst 1245 standen Amadeus und Thomas jedoch wieder fest auf der Seite des Kaisers. Friedrich II. versprach Thomas den Besitz der Burg Rivoli, wenn er den Zug eines kaiserlichen Heeres über den Col du Mont Cenis ermöglichte. Aufgrund der anhaltenden Kämpfe gegen den Lombardenbund wurde dieser Plan jedoch nicht umgesetzt.

### Schwankende Haltung zwischen Kaiser und Papst
Am 16. Januar 1246 verkündete der englische König Heinrich III., der eine Nichte von Amadeus geheiratet hatte, in Westminster, dass Amadeus seine Besitzungen als Lehen des englischen Königs erhalten hatte. Dafür wollte der König einmalig 1000 Mark sowie jährlich 200 Mark an Amadeus zahlen. Eine Enkelin von Amadeus sollte dazu einen englischen Earl heiraten. Die genauen Motive für dieses Manöver in einer Zeit, in der zwischen Kaiser und Papst ein erbitterter Machtkampf herrschte, sind unklar. Möglicherweise erhoffte sich Amadeus, sich so aus dem Streit heraushalten zu können, vielleicht war ihm selbst nicht klar, was dieser Schritt rechtlich bedeutete. Er könnte sich auch als Rechtsnachfolger der Herren von Bard gesehen haben, die im 12. Jahrhundert zeitweise Vasallen der englischen Könige gewesen waren und deren Herrschaft er 1242 erworben hatte. Im Juli 1245 war er zusammen mit Thomas in Turin, wo Friedrich II. Hof hielt. Möglicherweise nahm er im September am Feldzug des Kaisers gegen Parma und im Oktober gegen Mailand teil. Die Feldzüge blieben aber erfolglos, worauf sich der Kaiser nach Süditalien zurückzog. Zum Reichsvikar hatte der Kaiser seinen Sohn Enzio ernannt, der am 14. Januar 1246 mit Unterstützung von Amadeus den zuletzt papstfreundlichen Bonifatius II. von Montferrat zu einem Bündnis mit der kaiserlichen Partei bewegen konnte. Enzio konnte aber nicht das Versprechen seines Vaters umsetzen, Amadeus die Burg von Rivoli zu übergeben, die im Besitz des kaisertreuen Bischofs von Turin war. Die Papstpartei versuchte nun, Amadeus zum offenen Seitenwechsel zu bewegen. Anfang 1246 unterstützte Amadeus das Heer von Karl von Anjou, mit dem dieser Beatrix, die verwitwete Gräfin der Provence und Schwester von Amadeus entsetzte. Karl von Anjou heiratete dann deren gleichnamige Tochter Beatrix, die Erbin der Provence.
Um die weitere Unterstützung von Amadeus zu erhalten, bot der Kaiser ihm nun ein Heiratsbündnis an. Danach sollte seine Tochter Beatrix von Saluzzo, die Witwe von Markgraf Manfred III., Manfred, einen unehelichen Sohn des Kaisers heiraten. Der Kaiser wollte Manfred dann zum König von Arelat erheben. Im Mai 1247 gehörte Amadeus zum Gefolge des Kaisers in Turin, der ihm vor Juli 1247 schließlich die Burg von Rivoli übergab. Während seine Brüder Bonifatius und Philipp als Bischöfe auf der Seite des Papstes standen, unterstützte nun Amadeus entschlossen den Kaiser, weshalb er erneut exkommuniziert wurde. Er versperrte einem päpstlichen Heer, das von Lyon in die Lombardei ziehen wollte, den Übergang über die Alpenpässe. Im November 1247 machte der Papst Amadeus ein weiteres Angebot für einen Seitenwechsel, was dieser aber erneut ablehnte. Stattdessen wurde er sogar als kaiserlicher Unterhändler bei geplanten Verhandlungen mit dem Papst vorgeschlagen. Um seine Stellung zu stärken und um vom Kaiser die Zusagen für weiteren Landbesitz in Norditalien zu erhalten, verzögerte Amadeus aber die Heirat von Beatrix mit Manfred, ehe diese 1248 oder 1249 stattfand. Nach dem Tod von Friedrich II. im Dezember 1250 besetzte Amadeus Lanzo, Moncalieri und Castelvecchio. Als Unterstützer von Manfred von Sizilien wurde er aber von König Konrad IV., dem Sohn und Erben des Kaisers, mit Misstrauen beobachtet. Im Juni 1251 beklagte sich dann Innozenz IV. offen über die kirchenfeindliche Politik des immer noch exkommunizierten Amadeus, der Rivoli dem Bistum Turin weggenommen hatte. Im Juli 1251 billigte der Papst aber die Erwerbungen von Amadeus, was wohl vor allem an der Heirat von seinem Bruder Thomas mit einer Nichte des Papstes lag. Im März 1252 wurde auch die Exkommunikation von Amadeus aufgehoben.

## Familie, Nachkommen, Tod und Erbe
Aus seiner Ehe mit Margarete d’Albon hatte Amadeus zwei Töchter:
- Beatrix (um 1218–1258), ⚭ (1) Manfred III., Markgraf von Saluzzo; ⚭ (2) Manfred von Sizilien
- Margarete († 1259) ⚭ Bonifatius II., Markgraf von Montferrat

Margarete d’Albon starb vor 1244. Ende November 1244 hielten Beauftragte von Amadeus in Toulouse bei Graf Raimund VII. um die Hand von Cécile, der ältesten Tochter von Barral des Baux an. Dieser war Herr von Avignon und der Vertreter des Grafen von Toulouse in dessen Besitzungen in der Provence. Am 18. Dezember 1244 heiratete Cecile in Orange in einer Stellvertreterhochzeit Amadeus. Sie erhielt eine Mitgift von 6000 Solidi Viennois und traf um Weihnachten 1244 bei Amadeus in Chambéry ein. Mit ihr hatte er mindestens zwei Kinder:
- Bonifatius (nach 1245–1263)
- Beatrice Contesson ((um 1250–1290)) ⚭ (1) Pierre de Chatel († zwischen 1272 und 1274), ⚭ (2) Juan Manuel, Infant von Kastilien († 1283)

Im Oktober 1252 begleitete Amadeus seinen Bruder Thomas noch im Aostatal, wo er ihn als Herrn von Bard bestätigte. Zuvor hatte er ein neues Testament gemacht, in dem er Thomas zum Vormund seines einzigen, noch minderjährigen Sohns Bonifatius ernannte. Sollte sein Sohn ohne männliche Nachkommen sterben, sollten Thomas oder dessen Kinder die Grafschaft Savoyen erben. Seine Töchter aus erster Ehe hatten außer ihrer Mitgift keinen Erbanspruch. Aus seiner zweiten Ehe hatte Amadeus eine weitere Tochter, Beatrice Contesson, die in das Kloster Le Betton eintreten sollte. Seine Witwe Cecile des Baux sollte im Besitz ihrer Güter bleiben, doch im Falle einer erneuten Heirat sollte sie diese herausgeben und 1000 Livres viennois erhalten. Dazu machte er großzügige Schenkungen an elf Klöster und Hospize im Alpenraum. Vor Frühling 1253 kehrte Amadeus dann in seine Lieblingsresidenz Montmélian zurück. Dort erkrankte er schwer und starb im Juni in Gegenwart seiner Frau, seiner beiden Kinder aus zweiter Ehe und seines Bruders Thomas. Vor seinem Tod hatte er noch bestimmt, dass er entgegen seinem Testament nicht in Le Betton, sondern in Hautecombe beigesetzt werden wollte. Dort wurde er am 13. Juli beigesetzt.
Das Erbe von Amadeus war nicht unumstritten, da er in seinem Testament seine Brüder Bonifatius, Philipp und Peter nicht berücksichtigt hatte. Philipp und Peter forderten daher eine Aufteilung der Ländereien, deren jährliche Einkünfte auf 50.000 Silbermark geschätzt wurden. Inwieweit sie wirklich ernsthaft eine Aufteilung der Ländereien forderten, ist ungeklärt. Schließlich sollte der Erzbischof von Vienne und die Bischöfe von Belley und Maurienne die Erbregelung von Amadeus überprüfen. Sie bestätigten schließlich 1254 oder vermutlich 1255 die Regentschaft und Erbfolge von Thomas, wobei Peter das Chablais und das Valais einschließlich der Burgen von Saillon, Conthey und Chillon als Lehen von Savoyen erhielt. Philipp erhielt, ebenfalls als Lehen, die Burgen von Tolvon, Voiron und Bocsozel im Viennois. Dazu erhielten beide von ihnen geforderte Geldzahlungen.